# Valentina Visconti di Cipro
Valentina Visconti (Milano, 12 agosto 1367 – Cipro, 1393) fu una principessa milanese appartenente alla dinastia dei Visconti; fu Regina consorte di Cipro e Regina consorte titolare di Gerusalemme dal 1378 al 1382.

## Biografia

### Infanzia

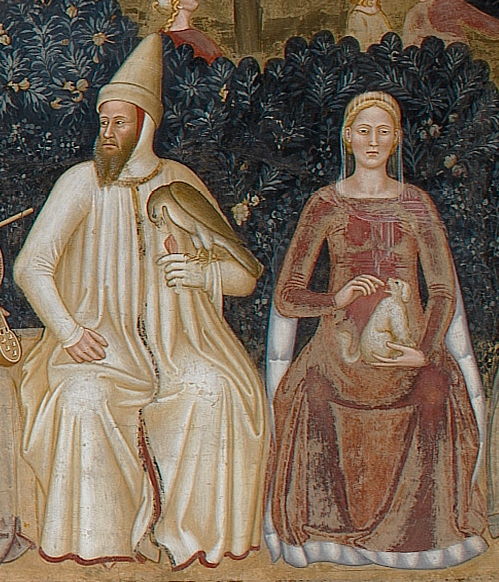
Andrea Bonaiuto
Bernabò Visconti e la moglie Beatrice della Scala, particolare dalla Chiesa militante e trionfante, affresco, 1365-1367
Cappellone degli Spagnoli, basilica di Santa Maria Novella, Firenze

Secondo gli Annales Mediolanenses, Valentina era figlia di Bernabò Visconti, Signore di Bergamo, Brescia, Cremona, Soncino, Lonato e Valcamonica e, insieme ai fratelli Matteo II e Galeazzo II, co-Signore di Milano, e di Beatrice Regina della Scala, che secondo il Petri Azarii Chronicon era figlia di Mastino II della Scala, signore di Verona e Vicenza.

Bernabò Visconti, ancora secondo il Petri Azarii Chronicon era figlio del Signore di Arona, Stefano Visconti e di Valentina Doria, figlia di Bernabò Doria di Sassello e d'Eliana Fieschi di Lavagna, nipote di Branca Doria
A Valentina venne dato il nome della nonna paterna.

### Matrimonio

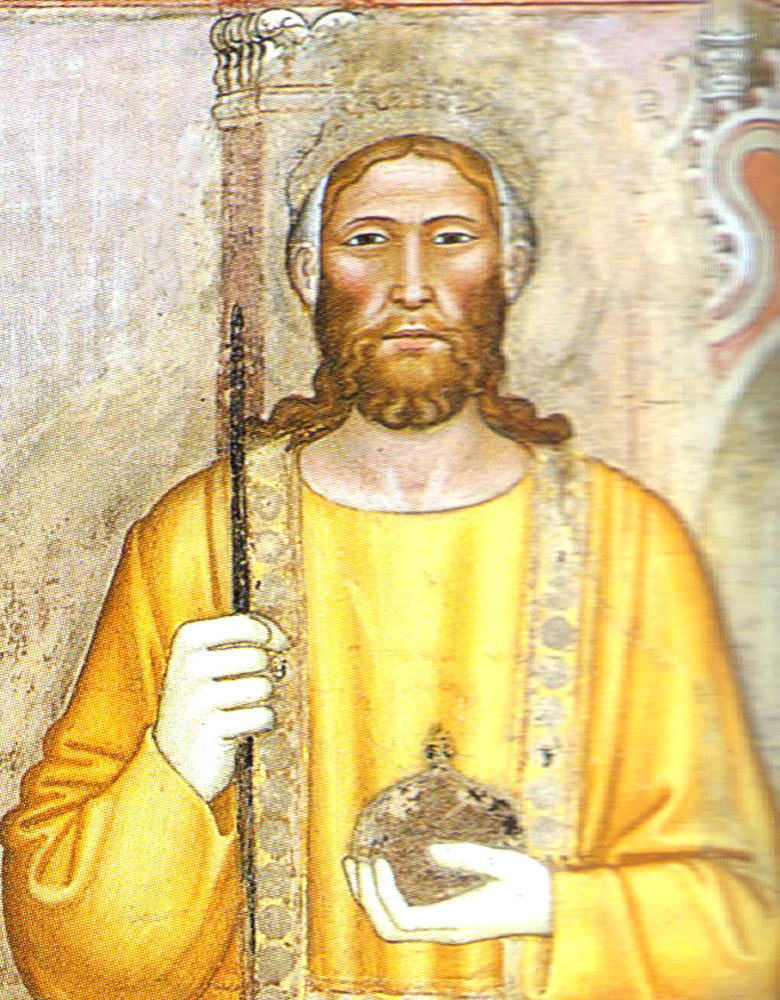
Ritratto di Pietro I di Lusignano di Andrea di Bonaiuto
Affresco del Cappellone degli Spagnoli della Basilica di Santa Maria Novella, Firenze, 1366

Suo padre, Bernabò Visconti, signore di Milano, sia secondo Les familles d'outre-mer, che secondo la Chroniques d'Amadi et de Strambaldi. T. 1, diede Valentina in sposa al conte di Tripoli, re di Cipro e re titolare di Gerusalemme, Pietro II, che, sia secondo Les familles d'outre-mer, che secondo la Chroniques d'Amadi et de Strambaldi. T. 1, Pietro era l'unico figlio maschio del re di Cipro e di Gerusalemme, Pietro I di Cipro (1328–1369) e di Eleonora d'Aragona (1333–1416), che, ancora secondo Les familles d'outre-mer, che ancora secondo Les familles d'outre-mer, era figlia dell'infante Pietro d'Aragona e Angiò (settimo figlio (quarto maschio) del re d'Aragona e di Valencia, Conte di Barcellona e delle altre contee catalane Giacomo II il Giusto e di Bianca di Napoli, figlia del re di Napoli, Carlo lo Zoppo e di Maria D'Ungheria), conte di Ribagorza e di Empúries, Conte di Prades e Signore di Dénia e Gandía e Siniscalco di Catalogna, e di Giovanna di Foix-Béarn (?-ca. 1358), figlia del conte di Foix e visconte di Béarn, Gastone I di Foix-Béarn e di Giovanna d'Artois; il matrimonio ebbe luogo a Milano, per procura, il 2 aprile 1376, come ci viene confermato dal documento n° CXXIII dei Documenti diplomatici tratti dagli Archivj Milanesi, Volume 1, datato 4 aprile 1376, ed a Nicosia, in persona nell'estate del 1378, in quanto secondo gli Annales Mediolanenses, Valentina lasciò Milano e si imbarcò a Venezia per Cipro, nel 1378, con un grande seguito e numerosi bagagli.

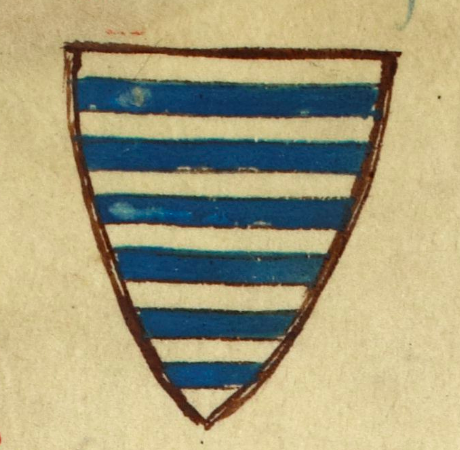
Lo stemma dei Lusignano nellHistoria anglorum

Dopo l'arrivo a Cipro Valentina Visconti ebbe dissapori e discussioni con la suocera, Eleonora, la madre di Pietro II, e, dato che i rapporti tra le due donne erano sempre molto tesi, nel 1380, Pietro II decise di rinviare in Catalogna la madre che si imbarcò su una nave inviata dal cugino di Eleonora, re, Pietro IV di Aragona.

### Vedovanza e morte

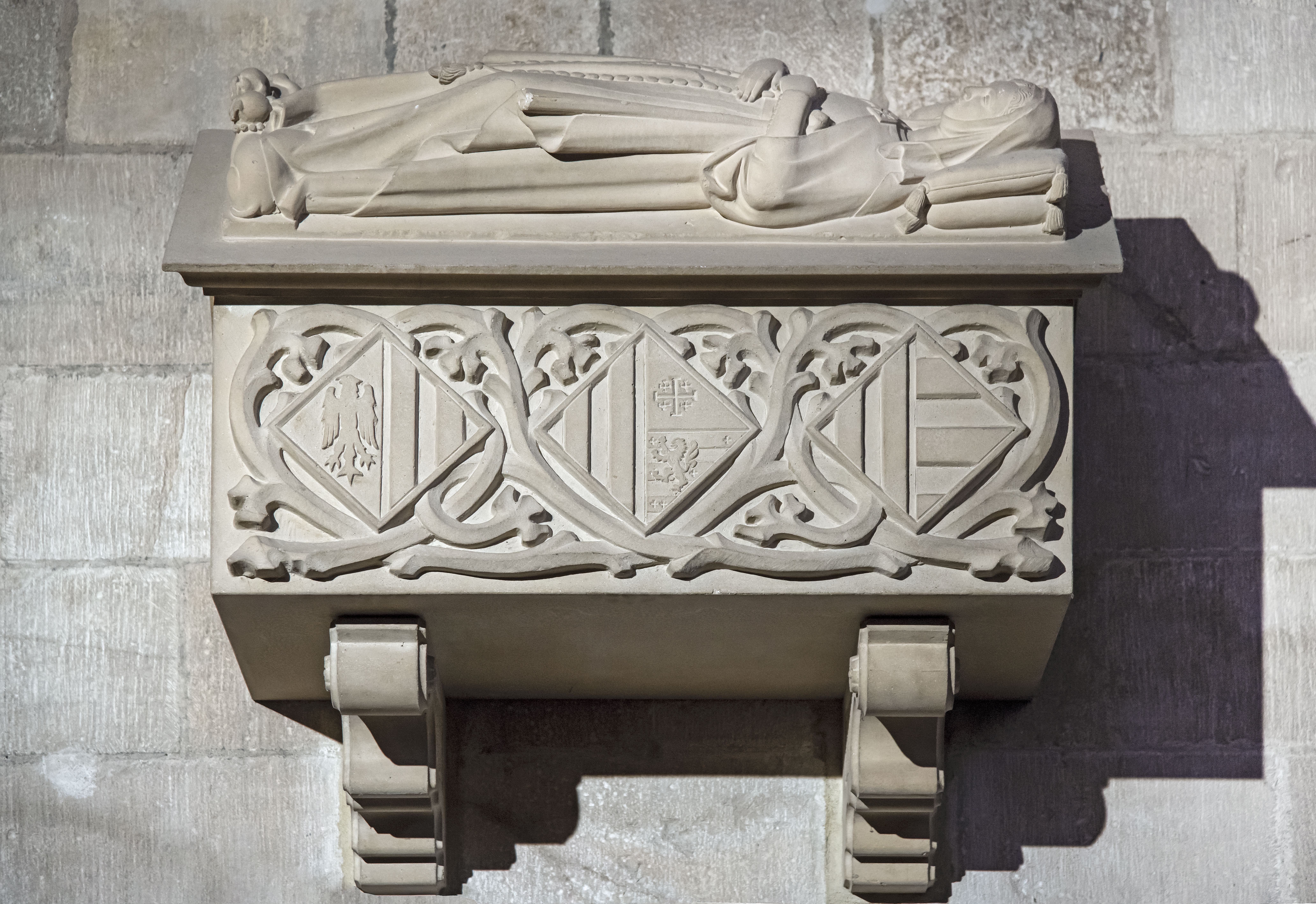
Il gisant di Eleonora d'Aragona all'interno della Cattedrale di Sant'Eulalia, Barcellona

Il 13 ottobre 1382 Valentina rimase vedova. suo marito, Pietro II, nel 1382 si ammalò e morì, il 13 ottobre, e fu tumulato nella chiesa di San Domenico a Nicosia; anche il Chronicon Regiense riporta la morte di Pietro II in quella data.

Sempre il Chronicon Regiense, riporta che la figlia fu esclusa dalla successione e fu designato alla successione lo zio di Pietro II, Giacomo, che era in carcere a Genova; Giacomo fu liberato, nel 1385, dopo che erano stati liberati i genovesi detenuti a Cipro e dopo che Giacomo aveva confermato ai genovesi il possesso di Famagosta.
Anche se non riuscì ad ottenere la reggenza per sua figlia e quindi il governo del regno, Valentina rimase a Cipro
La regina Valentina morì a Cipro nel 1393, come viene confermato dalla nota 3 del documento n° LXI dei Documenti diplomatici tratti dagli Archivj Milanesi, Volume 2.

## Discendenza
Valentina a Pietro II di Cipro diede una figlia:
- Figlia di cui non si conosce il nome († dopo il 1382), di cui non si hanno altre notizie; solo che secondo il Chronicon Regiense, fu l'unica discendente di Pietro II, che fu esclusa dalla successione, in quanto femmina[15].

## Ascendenza
|                        |                     |                       | Genitori                 |  |  | Nonni |  |  | Bisnonni          |  |  | Trisnonni         |  |
|                        |                     |                       |                          |  |  |       |  |  | Matteo I Visconti |  |  | Teobaldo Visconti |  |
|                        |                     |                       |                          |  |  |       |  |  | Matteo I Visconti |  |  | Teobaldo Visconti |  |
|                        |                     | Anastasia Pirovano    |                          |  |  |       |  |  | Matteo I Visconti |  |  |                   |  |
| Stefano Visconti       |                     |                       |                          |  |  |       |  |  | Matteo I Visconti |  |  |                   |  |
|                        |                     | Bonacossa Borri       | Squarcino Borri          |  |  |       |  |  |                   |  |  |                   |  |
|                        |                     | Bonacossa Borri       | Squarcino Borri          |  |  |       |  |  |                   |  |  |                   |  |
|                        |                     | Bonacossa Borri       | Antonia                  |  |  |       |  |  |                   |  |  |                   |  |
| Bernabò Visconti       |                     | Bonacossa Borri       |                          |  |  |       |  |  |                   |  |  |                   |  |
|                        |                     | Bernabò Doria         | …                        |  |  |       |  |  |                   |  |  |                   |  |
|                        |                     | Bernabò Doria         | …                        |  |  |       |  |  |                   |  |  |                   |  |
|                        |                     | Bernabò Doria         | …                        |  |  |       |  |  |                   |  |  |                   |  |
| Valentina Doria        |                     | Bernabò Doria         |                          |  |  |       |  |  |                   |  |  |                   |  |
|                        |                     | Eliana Fieschi        | …                        |  |  |       |  |  |                   |  |  |                   |  |
|                        |                     | Eliana Fieschi        | …                        |  |  |       |  |  |                   |  |  |                   |  |
|                        |                     | Eliana Fieschi        | …                        |  |  |       |  |  |                   |  |  |                   |  |
| Valentina Visconti     |                     | Eliana Fieschi        |                          |  |  |       |  |  |                   |  |  |                   |  |
|                        | Alboino della Scala | Alberto I della Scala |                          |  |  |       |  |  |                   |  |  |                   |  |
|                        | Alboino della Scala | Alberto I della Scala |                          |  |  |       |  |  |                   |  |  |                   |  |
|                        | Alboino della Scala | Verde di Salizzole    |                          |  |  |       |  |  |                   |  |  |                   |  |
| Mastino II della Scala | Alboino della Scala |                       |                          |  |  |       |  |  |                   |  |  |                   |  |
|                        |                     | Beatrice da Correggio | Giberto III da Correggio |  |  |       |  |  |                   |  |  |                   |  |
|                        |                     | Beatrice da Correggio | Giberto III da Correggio |  |  |       |  |  |                   |  |  |                   |  |
|                        |                     | Beatrice da Correggio | Elena Malaspina          |  |  |       |  |  |                   |  |  |                   |  |
| Beatrice della Scala   |                     | Beatrice da Correggio |                          |  |  |       |  |  |                   |  |  |                   |  |
|                        |                     | Giacomo I da Carrara  | Marsilio                 |  |  |       |  |  |                   |  |  |                   |  |
|                        |                     | Giacomo I da Carrara  | Marsilio                 |  |  |       |  |  |                   |  |  |                   |  |
|                        |                     | Giacomo I da Carrara  | …                        |  |  |       |  |  |                   |  |  |                   |  |
| Taddea da Carrara      |                     | Giacomo I da Carrara  |                          |  |  |       |  |  |                   |  |  |                   |  |
|                        |                     | Elisabetta Gradenigo  | Pietro Gradenigo         |  |  |       |  |  |                   |  |  |                   |  |
|                        |                     | Elisabetta Gradenigo  | Pietro Gradenigo         |  |  |       |  |  |                   |  |  |                   |  |
|                        |                     | Elisabetta Gradenigo  | Tommasina Morosini       |  |  |       |  |  |                   |  |  |                   |  |
|                        |                     | Elisabetta Gradenigo  |                          |  |  |       |  |  |                   |  |  |                   |  |

### Fonti primarie
- (IT)  Chroniques d'Amadi et de Strambaldi. T. 1.
- (IT)  Chronique de l'Île de Chypre.
- (LA)  Rerum Italicarum scriptores, tomus XVI.
- (LA)  Rerum Italicarum scriptores, tomus XVIII.
- (LA)  Documenti diplomatici tratti dagli Archivj Milanesi, Volume 1.
- (LA)  Documenti diplomatici tratti dagli Archivj Milanesi, Volume 2.

### Letteratura storiografica
- (FR)  Les familles d'outre-mer.
- (FR)  René Grousset, L'Empire du Levant : Histoire de la Question d'Orient, 1949